# RMS Queen Mary 2
RMS Queen Mary 2 är ett transatlantiskt linjefartyg. Hon var det första större linjefartyg som byggts sedan RMS Queen Elizabeth 2 år 1969, som hon efterträtt som flaggskepp för Cunard Line. Hon döptes av drottning Elizabeth II år 2004 efter den första RMS Queen Mary, som färdigställdes 1936. Den första Queen Mary hade i sin tur fått sitt namn efter drottningens farmor, drottning Mary, gift med George V. När Queen Elizabeth 2 lämnade linjetrafiken 2004, blev Queen Mary 2 världens enda transatlantiska linjefartyg. Vid sidan av linjetrafiken används fartyget ofta för kryssningar, inklusive en årlig jordenruntkryssning.
Queen Mary 2 trafikerar Atlanten på linjen Southampton-New York. Fartyget gör resan över Atlanten på sex eller sju dagar beroende på vilken avgång man åker med. Fartyget är fyllt med faciliteter för lyx och underhållning. I inredningen har man försökt återskapa något av den art déco-stil som var populär under 1920- och 1930-talen, och som bland annat kännetecknade den första Queen Mary och hennes rival, det franska fartyget Normandie.
I slutet på 2005 installerade QM2 ett nytt Infrafone ljudsotningssystem, som minskade bränsleförbrukningen samt eliminerade problemen med sot på däck. 
Med start i november 2011 genomfördes en större invändig renovering, där bland annat puben gjordes om.